# Bandé (Niger)
Bandé ist eine Landgemeinde im Departement Magaria in Niger.

## Geographie

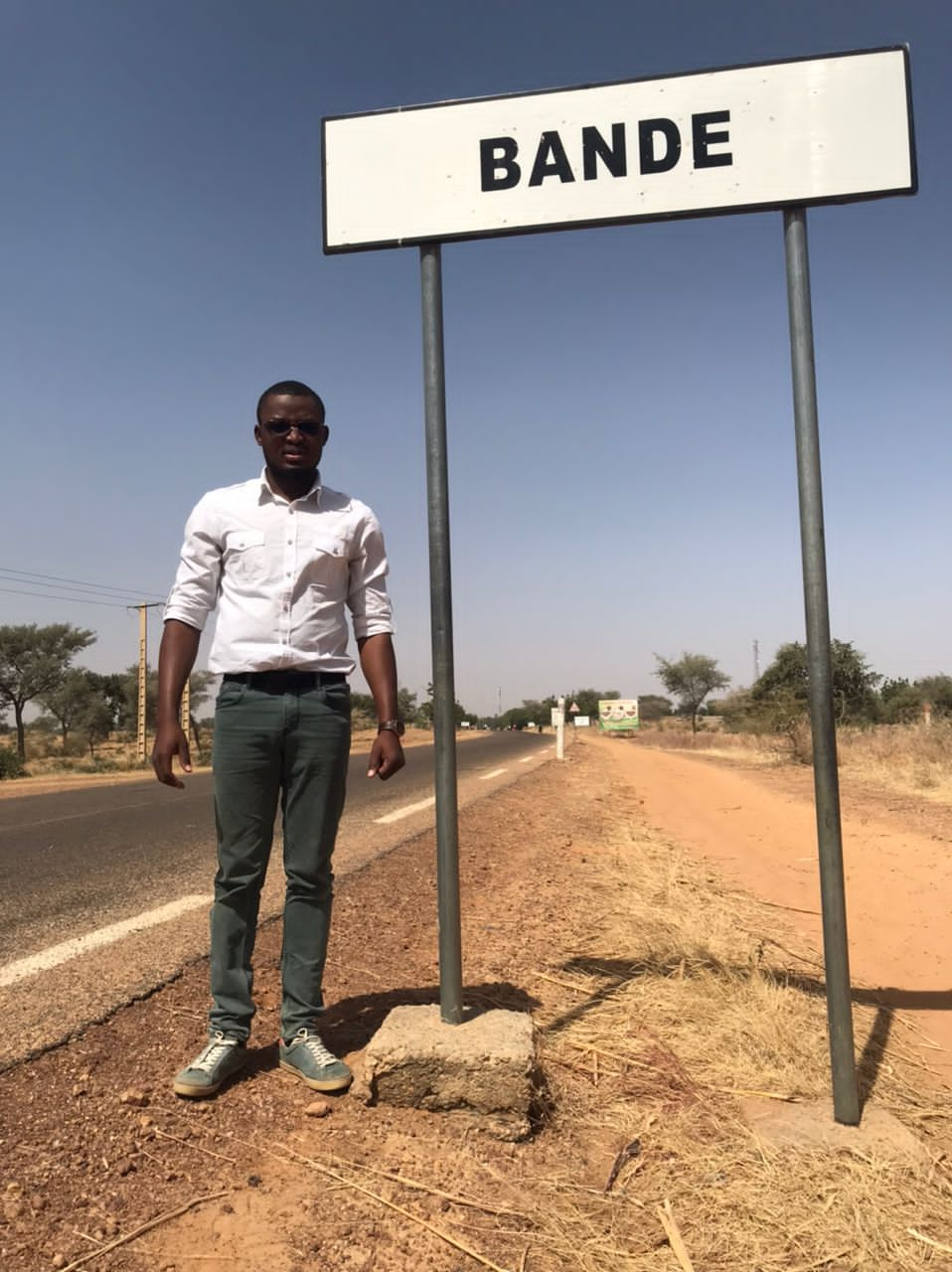
Ortstafel von Bandé (2023)

Bandé liegt am Übergang der Großlandschaft Sudan zur Sahelzone. Die Nachbargemeinden sind Dogo im Norden, Dungass im Osten, Dantchiao im Südosten, Magaria im Süden, Kwaya im Südwesten und Yaouri im Nordwesten. Bei den Siedlungen im Gemeindegebiet handelt es sich um 87 Dörfer, 167 Weiler und eine Wasserstelle. Der Hauptort der Landgemeinde ist das Dorf Bandé. Es liegt auf einer Höhe von 417 m und hat den Charakter einer Oase.
Durch Bandé verläuft das Trockental Korama. Die Forêt classée de Karbala ist ein 950 Hektar großes unter Naturschutz stehendes Waldgebiet im Gemeindegebiet von Bandé. Die Unterschutzstellung erfolgte 1950.

## Geschichte
Bandé lag wie andere Dörfer im Gebiet um den Ort Magaria Anfang des 20. Jahrhunderts im britischen Einflussgebiet. Frankreich erlangte 1906 die Herrschaft in der Region und richtete 1908 einen Kanton in Bandé ein. Die 227 Kilometer lange Piste für Reiter zwischen den Städten Zinder und Kano, die durch Bandé führte, galt in den 1920er Jahren als einer der Hauptverkehrswege in der damaligen Kolonie Niger.
Im Jahr 2002 ging im Zuge einer landesweiten Verwaltungsreform aus dem Kanton Bandé die Landgemeinde Bandé hervor.

## Bevölkerung
Bei der Volkszählung 2012 hatte die Landgemeinde 114.242 Einwohner, die in 18.818 Haushalten lebten. Bei der Volkszählung 2001 betrug die Einwohnerzahl 59.203 in 10.754 Haushalten.
Im Hauptort lebten bei der Volkszählung 2012 9523 Einwohner in 1339 Haushalten, bei der Volkszählung 2001 5701 in 1024 Haushalten und bei der Volkszählung 1988 2136 in 347 Haushalten.
In ethnischer Hinsicht ist die Gemeinde ein Siedlungsgebiet von Damagarawa, Daurawa, Fulbe und Kanuri. Die Hausa-Untergruppen Damagarawa und Daurawa betreiben vor allem Ackerbau, während die Fulbe auf Agropastoralismus spezialisiert sind.

## Politik
Der Gemeinderat (conseil municipal) hat 25 gewählte Mitglieder. Mit den Kommunalwahlen 2020 sind die Sitze im Gemeinderat wie folgt verteilt: 14 PNDS-Tarayya, 3 ARD-Adaltchi Mutunchi, 2 CPR-Inganci, 2 PJP-Génération Doubara, 2 RDP-Jama’a und 2 RDR-Tchanji.
Jeweils ein traditioneller Ortsvorsteher (chef traditionnel) steht an der Spitze von 67 Dörfern in der Gemeinde.

## Wirtschaft und Infrastruktur
Die Gemeinde liegt in jener schmalen Zone entlang der Grenze zu Nigeria, die von Tounouga im Westen bis Malawa im Osten reicht und in der Bewässerungsfeldwirtschaft für Cash Crops betrieben wird. In Bandé wird regenabhängiger Reisanbau praktiziert. Wochenmärkte werden im Hauptort sowie in den Dörfern Gocholo und Rouboundji abgehalten. Der Markttag im Hauptort ist Dienstag. Das staatliche Versorgungszentrum für landwirtschaftliche Betriebsmittel und Materialien (CAIMA) unterhält im Hauptort eine Verkaufsstelle. Die Niederschlagsmessstation im Hauptort wurde 1981 in Betrieb genommen.
Gesundheitszentren des Typs Centre de Santé Intégré (CSI) sind im Hauptort und in der Siedlung Kaki Tamma vorhanden. Beide Gesundheitszentren verfügen jeweils über ein eigenes Labor und eine Entbindungsstation. Der CEG Bandé ist eine allgemein bildende Schule der Sekundarstufe des Typs Collège d’Enseignement Général (CEG). Beim Centre de Formation aux Métiers de Bandé (CFM Bandé) handelt es sich um ein Berufsausbildungszentrum.
Die 980,9 Kilometer lange Nationalstraße 11 zwischen Nigeria und Algerien führt durch den Hauptort und das Dorf Babban Rouwa. Im Hauptort zweigen die 89,5 Kilometer lange Landstraße RR7-003 nach Gouchi und die 22,02 Kilometer lange Route 747 über Gocholo nach Gomba ab.